# Чашковидна бучка
Чашковидната бучка (Helvella acetabulum) е вид неядлива торбеста гъба от семейство Helvellaceae.

## Описание
Плодното тяло има формата на чашка и достига до 8 cm в диаметър. В основата му се намира къса пънчеподобна част. Горната повърхност е гладка до слабо нагъната, на цвят охрена, бежова, светлокафява или кафява. Долната повърхност също е гладка и е обагрена в по-светли нюанси. Пънчеподобната част достига 6 cm във височина, на цвят е светлоохрена, белезникава или бяла, със заострени ребра. Месото е тънко, крехко и трошливо. Има неопределен вкус и неприятна миризма. Гъбата се счита за неядлива.

## Местообитание
Среща се през април – юни поединично или на малки групи в различни типове широколистни и смесени гори, а понякога в паркове. Расте на влажни места, например на бреговете на реки, в канавки на пътища и покрай пътеки.